# Danny Miranda
Danny Miranda (New York, 1964. március 21. –) amerikai basszusgitáros. 1995 és 2004 között a Blue Öyster Cult együttes basszusgitárosa volt. 2005 és 2006 folyamán a Queen + Paul Rodgers koncerteken basszusgitározott.

## Közreműködései
- Queen + Paul Rodgers: Return of the Champions (2005)
- Queen + Paul Rodgers: Super Live in Japan (2006)